# Amador City
Amador City, fundada el 2 de junio de 1915, es una ciudad ubicada en el condado de Amador en el estado estadounidense de California. En el censo del año 2020, la ciudad tenía una población de 200 habitantes.

## Geografía
Amador City se encuentra ubicada en las coordenadas 33°34′30″N 117°43′32″O / 33.57500, -117.72556. Según la Oficina del Censo, la ciudad tiene un área total de 0,9 km² (0,3 mi²), de la cual 0,9 km² (0,3 mi²) es tierra y 0 km² (0 mi²) (0.0%) es agua.

## Demografía
Según la Oficina del Censo, los ingresos medios por hogar en la localidad eran de $45,625, y los ingresos medios por familia eran $39,861. Los hombres tenían unos ingresos medios de $30,313 frente a los $16,250 para las mujeres. La renta per cápita para el condado era de $17,963. Alrededor del 22.9% de la población estaban por debajo del umbral de pobreza.